# Пруццо, Роберто
Робе́рто Пру́ццо (итал. Roberto Pruzzo; 1 апреля 1955, Крочефиески) — итальянский футболист, нападающий; впоследствии тренер. Трижды становился лучшим бомбардиром чемпионата Италии. Занимает второе место по общему числу голов за клуб «Рома» в Серии А — 106 голов. Помимо футбольного, имеет образование политолога.

## Карьера
Роберто Пруццо начал свою карьеру в клубе «Дженоа». Он дебютировал в основном составе команды 2 декабря 1973 года в гостевом матче с клубом «Чезена», завершившимся вничью 1:1. Затем он провёл два сезона в Серии В, пока в сезоне 1975/76 клуб не вышел в Серию А, во многом благодаря Пруццо, ставшему лучшим бомбардиром второго дивизиона с 18-ю голами. 3 октября 1976 года он открыл свой счёт голам в высшем итальянском дивизионе, поразив ворота «Ромы» (игра завершилась вничью 2:2). В том же сезоне, 3 марта 1977 года, он забил победный гол в ворота «Сампдории» в традиционном дерби «Дженоа» — «Сампдория», выигранном «Дженоа» впервые за 13,5 лет. В том сезоне он забил 18 голов, лишь на 3 гола меньше, чем у лучшего бомбардира Франческо Грациани. В следующем году он забил 9 голов. Летом 1978 года Пруццо был куплен клубом «Рома» за 3 млрд лир, эта сделка стала самой дорогой на тот момент в истории итальянского футбола.
В свой первый сезон в «Роме» Пруццо забил 9 голов. Летом 1979 года в клуб пришёл новый тренер Нильс Лидхольм, который сделал ставку на Пруццо как на единственного центрфорварда команды. В сезоне 1980/81 Пруццо забил 18 голов и стал лучшим бомбардиром чемпионата. А в следующем сезоне Пруццо выиграл с клубом чемпионат Италии и вновь забил больше всех в Серии А — 15 голов. В 1984 году он вышел с «Ромой» в финал Кубка чемпионов и даже забил там гол, однако в серии пенальти соперник «Ромы» «Ливерпуль» был сильнее. По окончании сезона «Рому» возглавил Свен-Ёран Эрикссон, сделавший ставку на смену игры команды. В 1986 году Пруццо снова стал лучшим бомбардиром первенства, забив 19 голов, из них 5 в ворота «Авеллино». После матча с «Авеллино» фанаты «Ромы» изготовили баннер на котором к телу Сильвестра Сталлоне была приделана голова Пруццо, а надпись гласила: «Rambo-3, Rocky-4… Pruzzo — 5!!!». Но в следующем сезоне последовала неудача для форварда: Пруццо забил только 4 гола. После этого руководство команды купило на смену Пруццо немца Руди Фёллера. Просидев сезон на скамье запасных, Пруццо перешёл в «Фиорентину», где стал дублёром молодого тогда Роберто Баджо. Однако он смог забить гол в ворота своего бывшего клуба, «Ромы», который вывел его нынешний клуб в Кубок УЕФА. В 1989 году Пруццо завершил карьеру.
За сборную Италии Пруццо провёл 6 матчей. Он дебютировал в её составе 23 сентября 1978 года в матче с сборной Турции. Но затем играл не часто, не пользуясь доверием главного тренера национальной команды Энцо Беарзота. Одной из причин недоверия тренера считался непростой характер Пруццо.
Завершив карьеру игрока, Пруццо работал в небольших итальянских клубах в качестве тренера. Со 2 декабря 2008 года Пруццо работал главным тренером клуба Серии D «Чентобуки».

## Достижения

### Командные
- Чемпион Италии: 1983
- Обладатель Кубка Италии: 1980, 1981, 1984, 1986

### Личные
- Лучший бомбардир Серии В чемпионата Италии: 1976 (18 голов)
- Лучший бомбардир Кубка Италии: 1980 (6 голов)
- Лучший бомбардир чемпионата Италии: 1981 (18 голов), 1982 (15 голов), 1986 (19 голов)